# Centro Ian Potter
El centro Ian Potter alberga la colección de arte de la Galería Nacional de Victoria (NGV), y se encuentra en Melbourne, Australia. Existen cerca de 20 000 obras de arte, entre pinturas, esculturas, grabados, fotografía, moda y los textiles, y la colección es una de los más antiguas y más conocidas en el país.
El centro es un legado del empresario y filántropo Sir Ian Potter. Algunas obras del Centro Ian Potter incluyen pinturas de Frederick McCubbin y Tom Roberts Shearing. También se destacan las obras de Sidney Nolan, Arthur Boyd, Tucker Albert, Streeton Arturo, Perceval John, Margaret Preston, Henson Bill, Arkley Howard Williams y Fred.
El diseño del Centro Ian Potter fue idea del Lab Architecture Studio, en asociación con Bates inteligente Melbourne, dirigida por Peter Davidson y Donald Bates. Su trabajo ha ganado el Premio Nacional RAIA de Arquitectura Interior, así como el Premio de Arquitectura Interior Marion Mahony.